# Sentier (stacja metra)
Sentier – stacja linii nr 3 metra  w Paryżu. Stacja znajduje się w 2. dzielnicy Paryża.  Została otwarta 20 grudnia 1904 r.